# 羅文錦家族
羅文錦家族，始興於20世紀20年代，是香港殖民地時期的四大家族之一，其餘為何啟東家族、高可寧家族和利希慎家族（一說為傅老榕家族）。

## 家族特色
羅文錦家族中之各種特色：
- 香港歐亞混血兒家族
- 以華人家族自居，家族籍貫跟隨母系的廣東寶安縣
- 法律世家
  - 法官：羅文灝、烈顯倫
  - 律師：羅文錦、羅文惠、羅文灝、羅德丞、羅德璋、羅偉拔
- 與何啟東家族有五段姻親關係：
  - 羅絮才＝何啟福
  - 羅文錦＝何錦姿
  - 羅巧貞＝何世奇
  - 羅雪貞＝何世亮
  - 羅文灝＝何堯姿
- 與陳啟明家族有一段姻親關係：
  - 羅燕嫦＝Cecil Hynes Lyson
- 與張椿錦家族有一段姻親關係：
  - 羅德丞＝張慧瑜

- 與施炳光家族(Andrew Zimmern)有一段姻親關係：
  - 羅長肇＝施湘卿

## 興起方法
羅文錦家族中各人之興起歷程：
- 羅文錦的興起歷程：先任職律師，及後歷任立法局非官守議員及行政局非官守議員
- 羅文惠的興起歷程：先任職律師，及後歷任立法局非官守議員及行政局非官守議員
- 羅德丞的興起歷程：先任職律師，及後歷任立法局非官守議員及行政局非官守議員

## 家訓格言
羅文錦家族中各人的家訓格言：
- 羅長肇的家訓格言：「行人頭好過跟鬼尾！」（譯文：(香港歐亞混血兒族群的身分認同上)寧可當個優秀的中國人，不要當個卑微的歐美白人！）[1]

## 家族成員
羅文錦家族的家族成員：
- 羅富華＝曾有[2]
  - 羅瑞彩＝何啟福
    - 何寶姿
    - 何世耀
      - 何鴻堅
      - 何鴻超
        - 何英進

    - 何世光
      - 何鴻恩
        - 何猷富
        - 何猷財

      - 何婉和
      - 何鴻展
        - 何猷強

      - 何鴻威
      - 何婉璋
      - 何婉文
      - 何鴻韜
      - 何婉鴻
      - 何鴻燊＝黎婉華（元配）、藍瓊纓（妾侍）、陳婉珍（三姨太）、梁安琪（四姨太）
        - 何超英（黎婉華所出）
        - 何猷光（黎婉華所出）
          - 何家文
          - 何家华

        - 何超賢（黎婉華所出）
        - 何超雄（黎婉華所出）
        - 何超瓊（藍瓊纓所出）＝許晉亨（離婚）
        - 何超鳳（藍瓊纓所出）＝何志堅
        - 何超蕸（藍瓊纓所出）
        - 何超儀（藍瓊纓所出）＝陳子聰
        - 何猷龍（藍瓊纓所出）＝羅秀茵
          - 何開梓

        - 何超云（陈婉珍所出）
        - 何超莲（陈婉珍所出）
        - 何猷启（陈婉珍所出）
        - 何超盈（梁安琪所出）
        - 何猷亨（梁安琪所出）
        - 何猷君（梁安琪所出）
        - 何超欣（梁安琪所出）

      - 何婉琪（Winnie，十姑娘）＝麥志偉（離婚）、 杜紹能
        - 麥慧貞（麥志偉所出）
        - 麥家興（麥志偉所出）
        - 麥舜銘（更名何東舜銘，與何鴻章私生）＝陳復生
        - 麥慧玉（與何鴻章私生）

      - 何婉婉（Susie，十一姑娘）＝葉德利
      - 何鴻端
      - 何婉颖

    - 何世亮
    - 何世全
    - 何世焯
    - 何寶容
    - 何世吉
    - 何寶蓮
    - 何宝芝
    - 何麗瓊

  - 羅長業（羅福基，Cheung Ip Lo）[3]＝何群芳（Kwan Fong Ho）
    - 羅燕嫦（Violet In Sheung Lo）＝Cecil Hynes Lyson
      - Olive Lyson

    - 羅燕茹（羅淑芝，Laura In Yu Lo）＝蔡寶綿（Po Min Choa）
      - 蔡慧嫻
      - 蔡永禧
      - 蔡永超

    - 羅文彬（Man Pun Lo）＝戴瑞賢（Nellie Sui Yin Tai）
      - 羅國慶
      - 羅志芬（Daphne Chi Fun Lo）
      - 羅國雄
      - 羅國衡（Kenneth Horace Kwok Hang Lo）

    - 羅燕端（Lily In Duen Lo）
    - 羅燕德＝Thomas Symons
    - 羅燕安（Anna In On Lo）＝陳維衡（Wai Hang Chan）
      - 陳志堅 = 馬鳳英
      - 陳珍莉
      - 陳珠莉

    - 羅文輝＝郭杏焱
      - 羅國華
      - 羅國良

  - 羅長肇（羅世基，Cheung Shiu Lo）[3]＝施湘卿
    - 羅雪貞
    - 羅文錦＝何錦姿
      - 羅佩筠
      - 羅德權
      - 羅佩堯
      - 羅佩堅＝許賢根
      - 羅佩賢＝邱建江
      - 羅德丞＝張慧瑜
        - 羅克平
        - 羅信優
        - 羅國倫
        - 羅孔君

    - 羅文顯＝林惠姬
      - 羅德政=霍雨娟
      - 羅德修=庞铭铢
        - 羅惠賢

      - 羅佩璇
      - 羅佩珩
      - 羅佩瑗=毛匡瑜

    - 羅文惠＝洪奇芳（Margaret Hung）
      - 羅德韜
      - 羅德明
      - 羅德璋
        - 羅偉勳
        - 羅偉彬
        - 羅舜玲
        - 羅偉豪
        - 羅偉拔

      - 羅德輝
        - 羅佩筠

    - 羅巧貞＝何世奇
      - 何鴻政 (Algernon)
      - 何鴻嘉 (Ronald)
      - 何婉揚 (Pamela)
      - 何婉倫 (Cecilia)
      - 何鴻鑾 (Eric Peter)

    - 羅寶貞
    - 羅文灝＝何堯姿（前妻）
      - 羅佩嫻＝潘通理

    - 羅德貞＝John L. Litton
      - 列顯倫大法官

    - 羅琪貞＝周國榮